# Théophile Victor Desclaux
Pour les articles homonymes, voir Desclaux.
Mathieu Théophile Victor Desclaux, né à Bordeaux le 22 septembre 1808 et mort à La Clotte le 18 juillet 1884 est un artiste peintre et graveur français.

## Biographie
Fils cadet du marchand bordelais Étienne Desclaux (1763-1838) et de Marie-Victoire Guimard (1780-1840), originaire de Charente-Maritime, Mathieu Théophile Victor présente au Salon de Paris en 1838, une huile sur toile, Vue de Bordeaux, prise des Chartrons, près de l'entrepôt. Il se spécialise ensuite dans la gravure de reproduction, utilisant le burin et pratiquant l'eau-forte. Il expose ses gravures aux Salons de 1845, 1852, 1853, 1855 et 1865.
Parmi ses traductions, on trouve des œuvres de Zurbaran, Léopold Robert, Paul Delaroche — avec lequel il est lié d'amitié —, Decamps, Horace Vernet, Ernest Meissonier, Antoine Vinchon, Philippoteaux, Rembrandt, Alexandre Cabanel, etc.
Desclaux connaît un certain succès grâce à un contrat d'exploitation exclusif de ses productions gravées avec la maison Goupil & Cie. Il livre également des gravures à la revue L'Artiste.

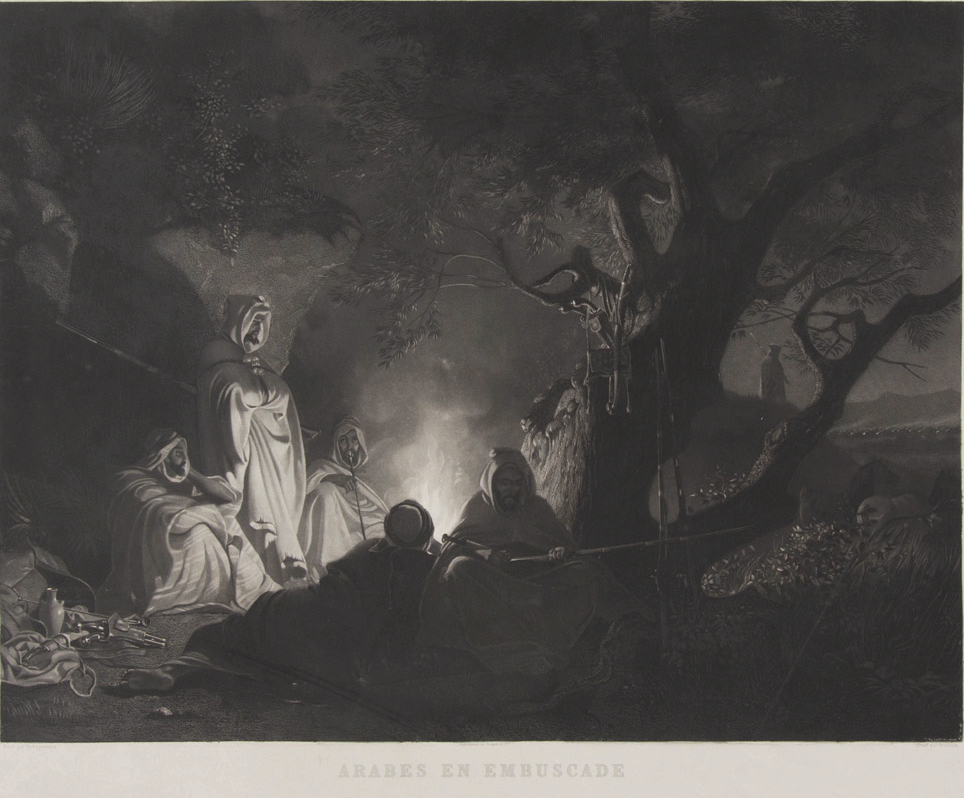
Arabes en embuscade, eau-forte d'après Philippoteaux, édition Goupil & Cie.

En 1842, un curieuse affaire l'oppose au fils du général Cambriels ; celui-ci, devenu marchand d'objets d'art à Paris, se voit prêter à échéance par Desclaux la somme de 3 000 francs en échange d'une petite propriété foncière et d'un dépôt de cinq tableaux, expertisés à l'époque comme étant de Véronèse, Vélasquez et Léonard de Vinci, entre autres. Après un temps, Cambriels, incapable de rembourser Desclaux, voit la propriété liquidée et ses tableaux partir en vente, mais celle-ci s'avère désastreuse, les tableaux trouvant preneurs pour quelques centaines de francs sous le marteau, leur décote s'expliquant par une mauvaise publicité. L'affaire Cambriels fit grand bruit et traîna jusqu'en 1858.
Desclaux se maria avec Julie Schüller et mourut à La Clotte, dont son frère aîné fut maire.